# Luís Oliveira (editor)
Luís Oliveira (Tomar, 1940 – Lisboa, 24 de março de 2025) foi um editor, livreiro e escritor português, fundador da editora Antígona.

## Biografia
Nasceu no concelho de Tomar, em 1940. Teve pelo menos um irmão, António Oliveira, empresário baseado em Santarém.
Fez o serviço militar em Angola, e depois trabalhou em vários ramos, incluindo numa repartição de finanças em Santarém e como operário fabril na Alemanha, e no regresso a Portugal foi vendedor de máquinas agrícolas. Nos finais da década de 1960 abriu a livraria Apolo em Lisboa, num período em que interagiu com grandes nomes da literatura contemporânea nacional, como Herberto Helder, Graça Pina de Morais e António José Forte.
Entre 1970 e 1973 esteve novamente em Santarém, onde foi o proprietário de uma livraria, experiência que depois uma das bases para a futura criação da editora Antígona, em 1979, Esta foi considerada como «a editora mais subversiva e desobediente do mercado português» pelo jornal Público. Segundo a revista Sábado, «Luís Oliveira pautou-se não só por uma linha ideológica claramente demarcada, expressa no seu logótipo instantaneamente reconhecível - uma cara com a língua de fora - como pela elevada exigência na publicação de textos, que excluía quase todos os autores nacionais». Em 2020 foi criticado por ter interposto uma providência cautelar à editora Clube do Autor, por esta ter publicado o livro 1984, de George Orwell, apesar da Antígona deter os direitos de autor sobre a obra até ao final do ano. Na sequência deste processo, o escritor João Pedro George, da revista Sábado, comentou que «Oliveira é o mais acabado exemplar do indivíduo que diz uma coisa e faz outra. Na teoria, é radicalmente do contra, é um ácido crítico das instituições capitalistas e dos seus representantes. Na prática vivida, porém, cultiva a lei desvairada do dinheiro, entrega-se ao instinto de ganhuça do capitalismo, é um escrupuloso defensor da concorrência implacável e da fórmula autoritária».
Em 2018 foi entrevistado pela Agência Lusa, onde afirmou que «Obedecer é morrer», reafirmando que a sua vida, tanto profissional ou pessoal, era baseada nos princípios da desobediência, inquietação e resistência à ordem estabelecida.
Morreu na cidade de Lisboa, em 24 de Março de 2025, aos 84 anos de idade, vítima de uma paragem cardíaca. A editora Antígona emitiu uma nota de pesar, onde o recordou como «dono de uma força imensa e de uma energia contagiante, fazia do mundo um espaço de encontros que visam o prazer e a construção de um lugar ameno, deleitoso e voluptuoso». O jornal Público classificou-o como «um apaixonado defensor da liberdade», enquanto que a revista Sábado considerou-o como uma «figura maior das letras portuguesas que se destacou pela publicação de obras de pendor progressivo e anti-capitalista na editora que fundou há 46 anos, a Antígona, que serviu também de repositório de conhecimento do pensamento de esquerda no País». O Presidente da República, Marcelo Rebelo de Sousa, publicou uma mensagem de pesar, onde destacou a sua importância para a cultura nacional como fundador da editora Antígona, referindo que «se nenhum projeto é o projeto de uma figura solitária, para mais uma editora que pressupunha uma «comunidade invisível», a Antígona confunde-se com a militância e o desaforo de Luís Oliveira».